# Curri verd
El curri verd (tailandès: แกงเขียวหวาน, RTGS: kaeng khiao wan, literalment "curri verd dolç") és una varietat de curri del centre de Tailàndia.
El nom de curri "verd" deriva del color del plat, que prové dels bitxos verds. El "dolç" del nom tailandès (wan significa "dolç") fa referència al color verd en si mateix i no al gust del curri. Com que es tracta d'un curri tailandès a base de llet de coco i bitxos verds frescos, el color surt verd suau cremós o, com s'anomena aquest color en tailandès, "verd dolç".
Els seus ingredients no són exactament fixos. El curri no és necessàriament més dolç que altres curris tailandesos, però, tot i que el picant varia, tendeix a ser més picant que els curris vermells més suaus. El curri verd va evolucionar durant el regnat del rei Rama VI o Rama VII, entre els anys 1908-1926.
A part d'una proteïna principal, tradicionalment peix, boles de peix o carn, els altres ingredients del plat consisteixen en llet de coco, pasta de curri verd, sucre de palma i salsa de peix. Sovint s'hi inclou albergínia tailandesa, albergínia, fulles d'alfàbrega o altres verdures verdes o blanquinoses i fins i tot fruites. La consistència de la seva salsa varia segons la quantitat de llet de coco utilitzada. La pasta de curri verd s'elabora tradicionalment picant en un morter bitxo verd, escalunya, all, galangal, citronel·la, pell de llima kaffir, arrels de coriandre i llavors de comí, grans de pebre blanc, pasta de gambes i sal.
La pasta es fregeix en crema de coco tallada fins que s'expressi l'oli per deixar anar els aromes de la pasta. Un cop cuita la pasta de curri s'afegeix més llet de coco i la resta d'ingredients junt amb una mica de sucre de palma i salsa de peix. Finalment, com a guarniments, s'utilitzen sovint alfàbrega tailandesa, fulles de llima kaffir fresca, llesques de phrik chi faa (nom comú que significa "bitxos que apunten al cel" que fa referència als bitxos grans suaus com el pebre de Caiena). El curri verd es menja normalment amb arròs com a part d'una àmplia gamma de plats en un menjar, o amb fideus d'arròs rodons coneguts com khanom chin com a plat únic. Una versió més espessa de curri verd, feta amb, per exemple, vedella cuita a foc lent, també es pot servir amb roti, un pa pla d'estil indi que és similar al roti canai a Malàisia.